# 切波莫雷利
切波莫雷利（義大利語：Ceppo Morelli），是意大利韦尔巴诺-库西亚-奥索拉省的一个市镇。总面积40平方公里，人口354人，人口密度8.9人/平方公里（2009年）。ISTAT代码为103021。